# Alice Braunlich
Alice Braunlich (* 1. Februar 1888 in Davenport (Iowa); † 9. August 1989 ebenda) war eine US-amerikanische klassische Philologin.

## Leben
Alice Freda Braunlich wurde als Kind deutschstämmiger Eltern in Davenport (Iowa) geboren. Ihre Eltern waren der Arzt Henry Uchtorf Braunlich und Emilie Hedwig Hoering Braunlich. Das Einkommen ihres Vaters ermöglichte Alice Braunlich ein Studium an der Universität von Chicago, das sie 1908 mit dem Bachelor und 1909 mit dem Master-Grad abschloss. Von 1912 bis 1914 arbeitete sie als Assistentin für den Lateinprofessor William Gardner Hale, bei dem sie 1913 mit einer Dissertation über indirekte Fragen im Indikativ promoviert wurde. Von 1914 bis 1918 arbeitete sie als Lehrerin für Latein an der Frances Shimer School in Chicago; parallel dazu nahm sie Lehraufträge an der Universität von Chicago wahr. Ab 1918 arbeitete sie als Lehrerin an der High School in ihrer Heimatstadt Davenport. 1920 wurde sie als Associate Professor ans Goucher College in Towson, Maryland berufen, wo sie bis zu ihrer Pensionierung 1956 lehrte und forschte (seit 1925 als Full Professor). Ihren Ruhestand verbrachte Braunlich in Davenport, wo sie am 9. August 1989 im Alter von 101 Jahren starb.
Neben der akademischen Lehre beschäftigte sich Braunlich bis ins hohe Alter mit der griechischen und lateinischen Sprache, besonders mit der Syntax bei verschiedenen Autoren.